# Омбудсмен (Латвия)
Омбудсмен (латыш. Tiesībsargs, буквально «правоохранитель») — должностное лицо, на которое возлагаются функции: контроля за соблюдением прав и законных интересов лица в деятельности государственных и муниципальных органов; борьбы с дискриминацией, в том числе в частной сфере; способствования соблюдению принципа добросовестного управления в государственном управлении. Является независимым должностным лицом и действует согласно закону Латвийской Республики о деятельности омбудсмена.
Назначается Сеймом на пять лет (изначально — на четыре), при назначении дает присягу. С 1995 до начала 2007 г. действовало Государственное бюро по правам человека.
Омбудсмены:
- Январь-февраль 2007 года — Диана Шмите (бывшая и. о. директора ГБПЧ — и. о. Омбудсмена со дня вступления в силу Закона об Омбудсмене до избрания его Сеймом);
- 2007 г. — 2011 г. — Романс Апситис;
- С 2011 г. по настоящее время — Юрис Янсонс